# The Unforgettable Fire
The Unforgettable Fire četvrti je studijski album irske rock skupine U2. Izdan je u listopadu 1984.

## Popis pjesama
1. "A Sort of Homecoming" - 5:28
2. "Pride (In the Name of Love)" - 3:48
3. "Wire" - 4:19
4. "The Unforgettable Fire" - 4:55
5. "Promenade" - 2:35
6. "4th of July" - 2:12
7. "Bad" - 6:09
8. "Indian Summer Sky" - 4:17
9. "Elvis Presley and America" - 6:23
10. "MLK" - 2:31

## Vanjske poveznice
- Album na stranicama sastava U2